# Kessenich (ort)
Kessenich är en ort i Belgien.   Den ligger i provinsen Limburg och regionen Flandern, i den östra delen av landet, 110 km öster om huvudstaden Bryssel. Kessenich ligger 29 meter över havet och antalet invånare är 1 924.
Terrängen runt Kessenich är mycket platt. Närmaste större samhälle är Kinrooi, 5,7 km väster om Kessenich. 
Omgivningarna runt Kessenich är en mosaik av jordbruksmark och naturlig växtlighet. Runt Kessenich är det tätbefolkat, med 442 invånare per kvadratkilometer.